# National Provincial Championship Division 3 1993
La National Provincial Championship Division 3 1993 fue la novena edición de la tercera división del principal torneo de rugby de Nueva Zelanda.

## Sistema de disputa
Los equipos enfrentan a los equipos restantes de su zona en una sola ronda.
Los primeros cuatro puestos clasifican a semifinales para posteriormente disputar la final entre los dos ganadores de las semifinales, el ganador de la final se corona campeón y asciende directamente a la Segunda División.

## Clasificación
Tabla de posiciones
| Pos. | Equipo         | Encuentros | Encuentros | Encuentros | Encuentros | Tantos | Tantos | Tantos | PB | PB | Puntos |
| Pos. | Equipo         | PJ         | PG         | PE         | PP         | F      | C      | Dif    | BO | BD | Puntos |
| ---- | -------------- | ---------- | ---------- | ---------- | ---------- | ------ | ------ | ------ | -- | -- | ------ |
| 1.º  | Wanganui       | 8          | 7          | 0          | 1          | 317    | 114    | +203   | 0  | 0  | 28     |
| 2.º  | Mid Canterbury | 8          | 6          | 0          | 2          | 223    | 138    | +85    | 0  | 1  | 25     |
| 3.º  | Horowhenua     | 8          | 5          | 0          | 3          | 262    | 118    | +144   | 0  | 2  | 22     |
| 4.º  | Thames Valley  | 8          | 5          | 0          | 3          | 211    | 141    | +70    | 0  | 1  | 21     |
| 5.º  | Marlborough    | 8          | 5          | 0          | 3          | 186    | 202    | -16    | 0  | 1  | 21     |
| 6.º  | Buller         | 8          | 4          | 0          | 4          | 160    | 149    | +11    | 0  | 2  | 18     |
| 7.º  | North Otago    | 8          | 2          | 0          | 6          | 139    | 275    | -136   | 0  | 1  | 9      |
| 8.º  | East Coast     | 8          | 1          | 0          | 7          | 113    | 272    | -159   | 0  | 1  | 9      |
| 9.º  | West Coast     | 8          | 0          | 0          | 8          | 102    | 304    | -202   | 0  | 2  | 2      |

|  | Semifinalistas. |

### Semifinales
| 2 de octubre | Wanganui | 30 - 14 | Thames Valley |  |  |

| 1993 | Horowhenua-Kapiti | 30 - 22 | Mid Canterbury |  |  |

### Final
| 1993 | Wanganui | 9 - 15 | Horowhenua-Kapiti |  |  |

| Bandera de Nueva Zelanda  |
| Campeón Horowhenua-Kapiti |
| Primer título             |